# 83 Геркулеса
83 Геркулеса (лат. 83 Herculis), HD 161074 — двойная звезда в созвездии Геркулеса на расстоянии приблизительно 368 световых лет (около 113 парсек) от Солнца. Возраст звезды определён в среднем как около 6,96 млрд лет.

## Характеристики
Первый компонент (WDS J17425+2434A) — оранжевый гигант спектрального класса K4III, или K5. Видимая звёздная величина звезды — +5,57m. Масса — около 1,137 солнечной, радиус — около 32,954 солнечных, светимость — около 157,418 солнечных. Эффективная температура — около 3966 K.
Второй компонент (WDS J17425+2434B). Видимая звёздная величина звезды — +9,68m. Удалён на 144,5 угловых секунд.

## Планетная система
В 2019 году учёными, анализирующими данные проектов HIPPARCOS и Gaia, у звезды обнаружена планета.